# 凱迪拉克BLS
凯迪拉克BLS是凱迪拉克以紳寶9-3進行換標工程的車款，目的是為了進軍歐洲市場，定位比CTS更小台，2005年推出，2006年開賣，隔年再推出了五門旅行車版本，並在中東、韓國、俄羅斯、墨西哥、南非等地銷售，但從未在美國與加拿大市場上市。

## 概述
根據通用汽車表示，BLS意指“ B-segment Luxury Sedan”，也有人說是“Bob Lutz Special”，諷刺當時負責此換標工程專案的GM產品開發部副主席Bob Lutz，他希望BLS能增加凱迪拉克車系的完整度，然而此車款被受到許多批評，最終在市場上已失敗收場，不過通用汽車在這次的換標工程學到了許多技術，尤其在整體品質與性能輸出，並造就了其他通用換標車款的成功。

## 設計
首先，BLS總長度僅4,681毫米，比CTS短了約15公分，整台車是跟紳寶9-3進行換標工程，並由萨博開發，與9-3和9-5一起在瑞典的特羅爾海坦生產，雖然是換標工程，但外型、鋁圈、中控台、儀表板皆重新進行了設計。

## 動力

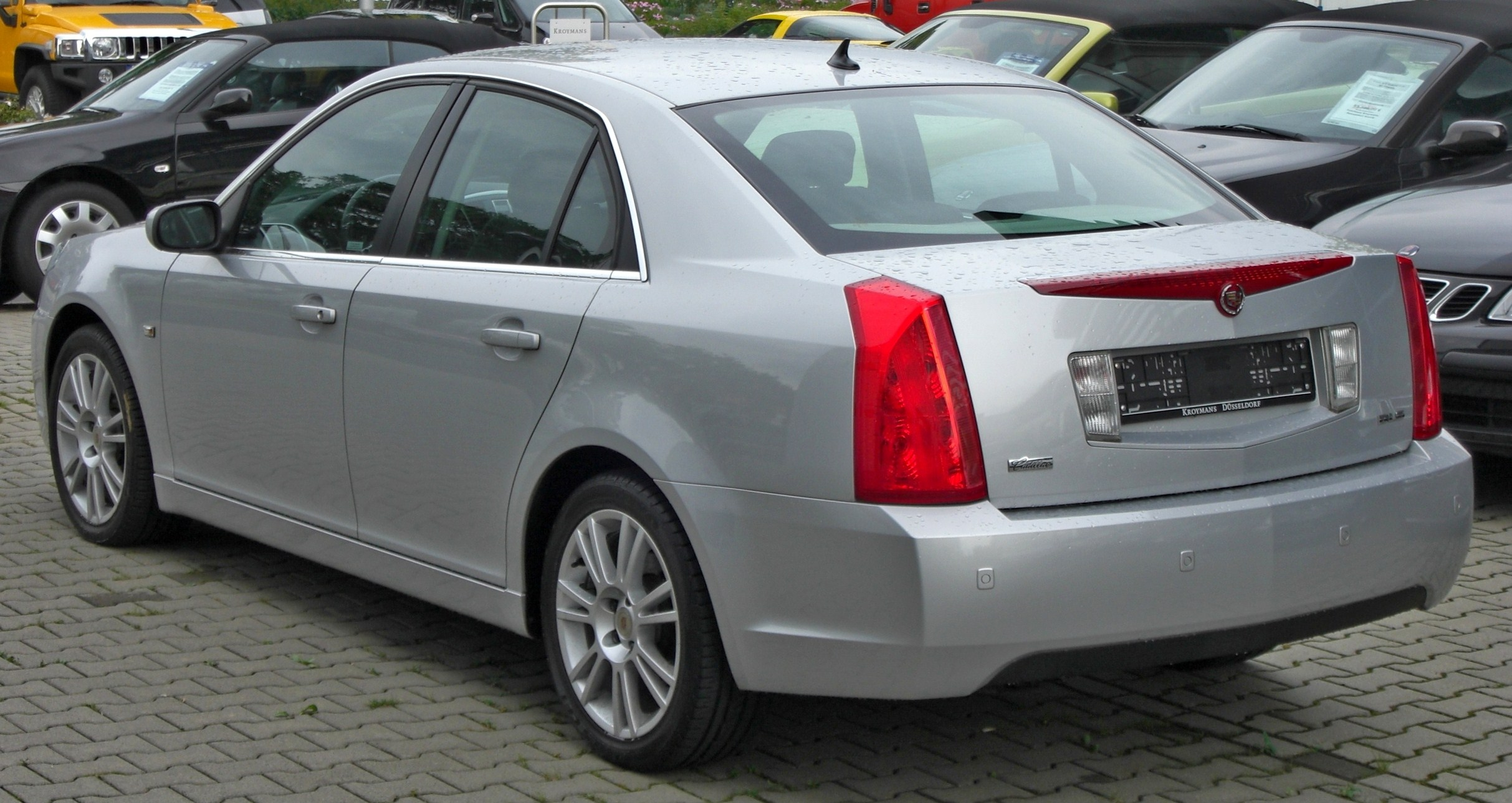
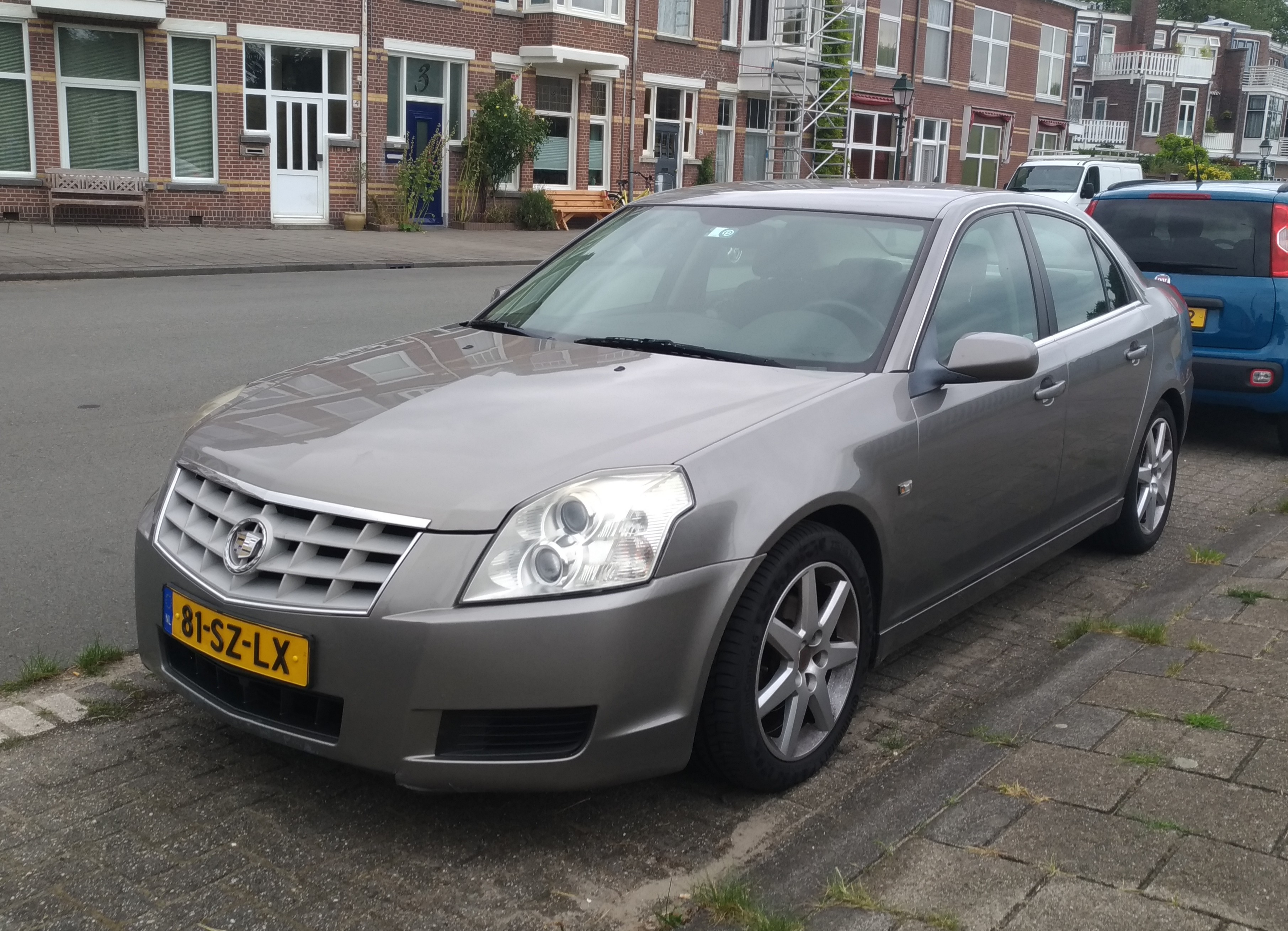
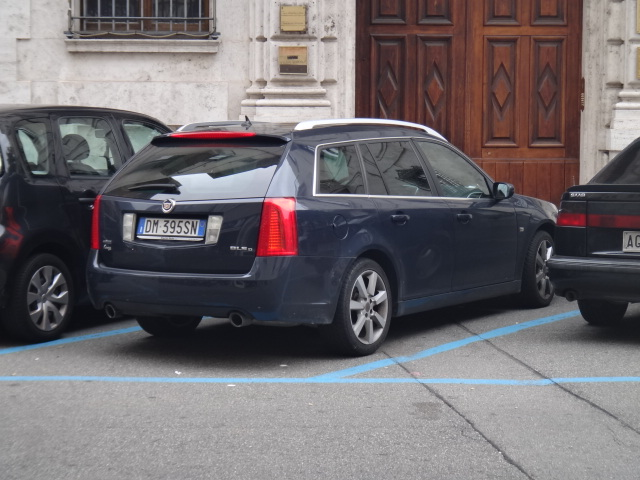
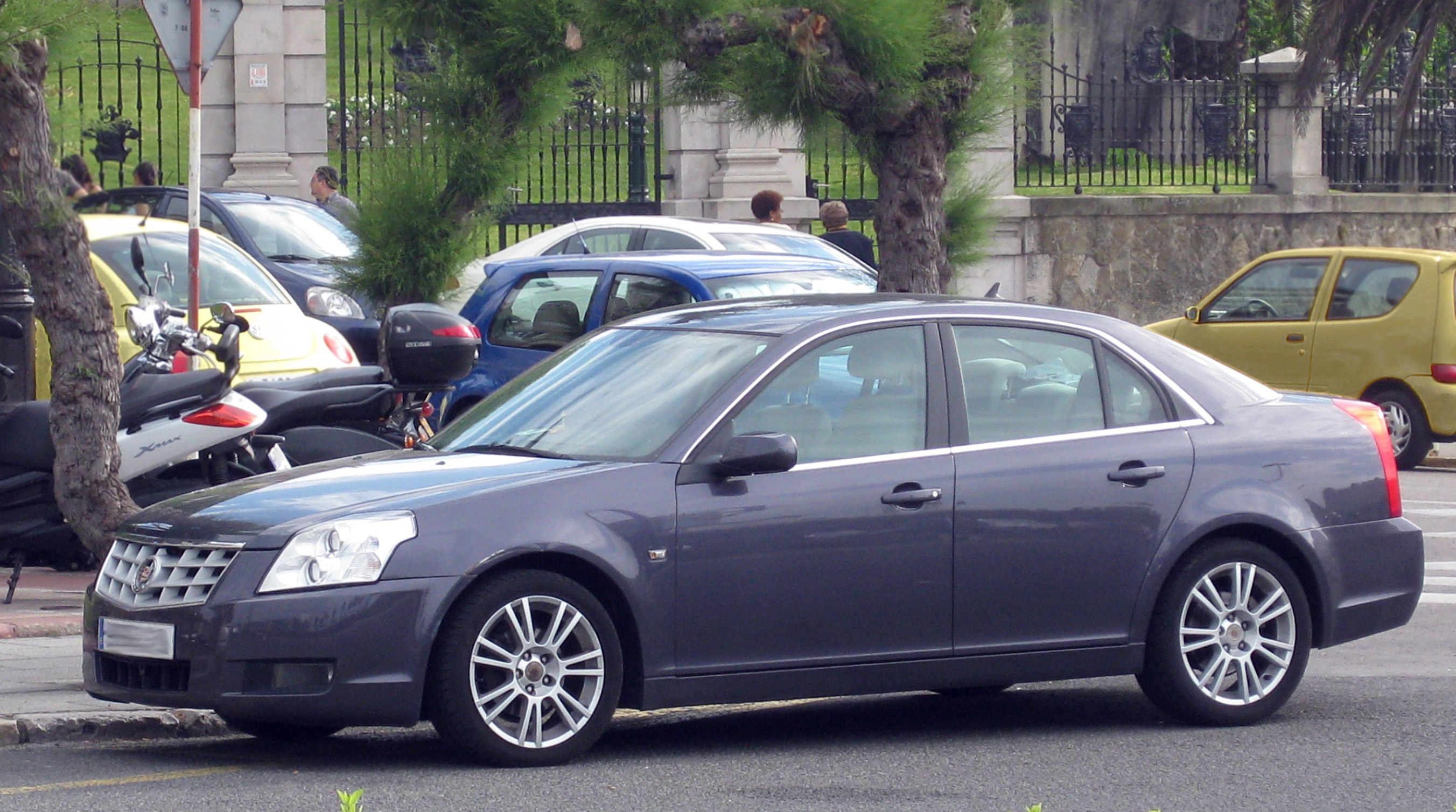

BLS搭載三款引擎，分別是飛雅特的1.9升渦輪柴油發動機，可產生150匹馬力，2007年提升至180匹馬力，而汽油部分包括2.8升自然進氣V6和 2.0升渦輪。2.8升六缸產生250匹馬力，2.0升渦輪則大約介於175-210匹不等。

## 銷售
BLS因為其定位，外型設計、換標工程等方面與凱迪拉克時尚外型、大尺寸車身、大排量引擎等印象背道而馳，失去了品牌原有的感覺，因此飽受批評，最終宣告失敗， 2006年銷量為3,257台 ，2007年為2,772台，並於2009年停產。

## 評論
- Auto Express [7] 'BLS還算可以，但在這豐富的市場上沒有什麼特別突出的新功能'
- Evo [8] [+] 時尚且寧靜 [-] 沒有進步
- Honest John （页面存档备份，存于） [9] 正面：基於 Saab 9-3 出色的操控性，機械零件也跟SAAB一樣久安全耐用。負面評價：缺點大於優點。V6渦輪跟自排搭配得很糟，轉向也過於輕巧。
- Verdict On Cars [10] 普普，歐洲製造，與SAAB共享大部分零件，你永遠也不會在美國看到這有史以來最奇怪的凱迪拉克。

## 外部連結
- Parker's BLS Review
- WhatCar.Com BLS Review
- Car and Driver Article on BLS Debut （页面存档备份，存于）
- Auto Express Review BLS 2.0T （页面存档备份，存于）